# Вледдервен (Дренте)
Вледдервен (нід. Vledderveen) — село в нідерландській провінції Дренте. Входить до муніципалітету Вестервелд.
Його площа становить 4,05 км², а населення станом на 2021 рік складало 360 осіб.
Перша згадка про населений пункт датується 1877 роком.